# Sölvesborgs kommunvapen

Sölvesborgs vapen med S-formade ålar.

Ålarna i Sölvesborgs vapen framställs ofta i S-form, men det finns inget i blasoneringen som säger att så måste göras.

Sölvesborgs kommunvapen fastställdes för Sölvesborgs stad av Kungl. Maj:t (regeringen) den 26 januari 1945, inför 500-årsjubileet av stadens äldsta bevarade privilegiebrev.

## Historik
Vapnet grundar sig på det äldsta kända sigillet för staden, som användes 1535. Sigillet innehåller ett kors samt fyra S-liknande figurer. Figurerna har kunnat tolkas som stadens initial, men en annan teori var att de skulle föreställa ålar, något som inte ter sig osannolikt i en ort vid kusten där fiske alltid har varit en viktig näring. Riksheraldikern anslöt sig helst till ålteorin, eftersom bokstäver inte gör sig i heraldiska vapen, och övertalade också stadens styresmän att ansluta sig till denna teori.
Vapnet registrerades hos Patent- och registreringsverket för den nya Sölvesborgs kommun 1974, enligt den nya lagstiftning om immaterialrättsligt skydd för svenska kommunvapen som då infördes.

## Blasonering
Blasonering: I fält av guld ett rött grekiskt kors åtföljt av fyra blå ålar med röd beväring, därest sådan skall komma till användning, de båda till vänster vänstervända och de båda undre störtade.

## Kommunens grafiska profil och användning av vapnet
Den 29 januari 2007 tog kommunfullmäktige beslut om införande av en ny "grafisk symbol" utan koppling till vapnet. Denna bestod av ett antal ikoniska bilder i olika färger, nämligen "måsen", "lövet", "fyren", "kyrkan", "fisken och vågorna" samt "människan". För utformningen stod art director Eijer Andersson från byrån Ahlqvist & Co och illustratör Thomas Lindell. Kommunvapnet fick med tiden en mer tillbakadriven roll och reserverades för ceremoniella tillfällen, vilket fastställdes av kommunfullmäktige i januari 2017.
I juni 2019 fattades beslut om införande av en ny grafisk profil som innebar att 2007 års symbol avskaffades. Den nya logotypen innehöll en förenklad version av kommunens vapen med samma heraldiska element, fast i helvita utföranden på blå sköld. Den lanserades officiellt den 2 september 2019. Den tidigare färgsättningen är dock fortfarande den som finns registrerad som kommunens officiella vapen.

## Vapen för tidigare kommuner inom den nuvarande Sölvesborgs kommun
Mjällby landskommun fick sitt vapen fastställt av Kungl. Maj:t den 29 oktober 1943. Det upphörde i samband med att kommunen sammanlades med Sölvesborg vid årsskiftet 1970/1971. Blasonering: "I fält av silver ett grönt potatisstånd med blå blommor med ståndare och potatisar av guld och däröver en grön ginstam belagd med en fisk av silver med röd beväring." Vapnet syftar på jordbruk – särskilt odlandet av potatis, som dominerar, samt flera stärkelsefabriker – och fiske.

Mjällby landskommun (1943-1970)